# Starcraft: Ghost
StarCraft: Ghost var en tredjepersonsskjutare som utvecklades av Blizzard Entertainment men aldrig släpptes. Blizzard lanserade den första informationen om spelet 2002, men den 24 mars 2006 tillkännagav man att utvecklingen av spelet "lagts på is på obestämd tid" och 2014 erkände man att utvecklingen lagts ned.
Handlingen var tänkt att utspela sig fyra år efter Brood War. Alla raser har återvänt till sina ursprungliga planeter – Protoss till Shakuras, ledda av Praetor Artanis där de återuppbygger sin civilisation, "The Terran Dominon" har flytt tillbaka till Korhal, ledda av Kejsaren Arcturus Mengsk, och svärmen har återvänt till Tarsonis.
Zergs drottning, "The queen of blades", Sarah Kerrigan har inte hörts av sen krigets slut, och någon större aktivitet hos Zerg har inte registrerats. Liksom Zerg, har protoss inte heller upprätthållit någon större kontakt och är därför inte helt avslöjande om sina aktiviteter. Terran har i hemlighet utvecklat Ghost-agenterna till att bli Psykiska och fysiska underverk, en av dessa går under kodnamnet "Nova" och tillhör "Nova-Gruppen".
Spelaren skulle kontrollera denne kvinnliga ghost-agent kallad Nova. Det var också planerat att i spelet kunna: Kalla in luftunderstöd, styra ett flertal fordon som till exempel Vulture och utnyttja sina förmågor som ghost. Blizzard ville också lägga till vissa nya vapen, utöver det klassiska ghostvapnet i ursprungliga StarCraft får man också ha raketgevär, eldkastare och gauss-rifle, som är en form av automatgevär.
En del ändringar skulle också göras sen StarCraft och dess expansionspaket, till exempel skulle Blizzard byta utseendet på den minsta zergenheten – Zergling och den största: Ultralisk. Den anledning som krockar med Starcrafts historia är följande:
Zerg har sedan sin flykt från sin hemplanet Char infogat nya krigare i svärmen bland annat Zerglingen, som ursprungligen hette "Zz'gashi Dune-runner". Zergs Zergling och Hydralisk har i det ursprungliga StarCraft väldigt lika huvuden, när deras ursprungliga raser inte hade något gemensamt, levandes på totalt olika planeter. En teori är att Blizzard vill rätta till det felet. Fotnot: Dock så är det fullt möjligt för konvergent evolution att ske, så det behöver inte nödvändigtvis vara något fel på Zerglings samt Hydraliskernas liknande morfologiska drag. Zergs varelser har trots allt väldigt liknande livsstil gentemot varandra.